# あさひ型護衛艦 (2代)
あさひ型護衛艦（あさひがたごえいかん、英語: Asahi-class destroyer）は、海上自衛隊の護衛艦の艦級。第2世代汎用護衛艦（DD）の最終グループとして、平成25・平成26年度で各1隻ずつが建造された。
第2世代としての原型にあたるむらさめ型（03〜09DD）およびたかなみ型（10〜14DD）、本型の原型であるあきづき型（19～21DD）とともに、護衛隊群の基準構成艦となっている。
なお「あさひ」のネームシップを持つ艦級は、アメリカ海軍から貸与された初代あさひ型（DE）に続いて2代目となる。

## 来歴
海上自衛隊では、護衛艦隊の全面的な近代化・強化施策として汎用護衛艦（DD）の整備に着手し、昭和52年度から60年度の9年間で、第1世代にあたるはつゆき型・あさぎり型計20隻を建造した。そして03中期防からは第2世代DDの整備に着手し、平成3年度から平成9年度にかけて4,400トン型（むらさめ型）9隻を建造、平成10年度からは、船体線図と機関構成は同一のままに装備を強化した4,600トン型（たかなみ型）に移行した。たかなみ型最終艦から6年間の空白を経た平成19年度からは、同型をもとに船体を拡大してFCS-3やOQS-XXなどの新装備を盛り込んだ5,000トン型（あきづき型）が建造された。
平成25・平成26年度では、第2世代DDの掉尾を飾る5,000トン型2隻が建造されることになった。これらはあきづき型を基本として、対潜戦の核となるセンサーにバイ/マルチスタティック・オペレーション機能を付加するとともに、電気推進の導入が図られた。これが本型である。

## 設計

### 船体
本型は、19DD（あきづき型）をベースに、将来発展性を確保しつつ取得コスト低減を図ることに主眼をおいて設計されている。このため、全体的な艦影は19DDと類似するが、OPY-1の固定式アンテナ4面が艦橋部に集中配置されているため、後部構造物は同型よりすっきりした。また19DDの運用実績を踏まえて、ウイングに出ずとも艦橋から後方を確認できるように窓が設けられた。
なお海上自衛隊では、2010年6月にソマリア沖海賊の対策部隊派遣に参加中の「ゆうぎり」で、屎尿処理の際に発生した硫化水素が艦内に逆流して殉職者が出たことを教訓として、新幹線等と同様の、負圧により引き込む方式のトイレの採用を進めており、自衛艦としてはあわじ型掃海艦から採用されているが、護衛艦としては本型が初採用となった。

### 機関
主機方式には、護衛艦としては初めてハイブリッド推進機関COGLAG方式を採用する。これは、従来より試験艦「あすか」（04ASE）に採用されて研究開発が行われていたもので、低速・巡航時はガスタービン発電機を用いた電気推進、高速時には更にガスタービンエンジンによる直接機械駆動も併用して推力を得る方式であり、燃費に優れることからライフサイクルコストの低減が期待される。
ただし「あすか」に搭載されていた構成では、ガスタービンエンジンと電動機が直列に推進器に接続され、電動機が直接に推進器を駆動する方式とされていたのに対し、本型では、従来のCOGAG方式などと同様に減速機を介した接続で、推進器も可変ピッチ・プロペラとされている。これは、上記の通り19DDの基本設計をベースとしたことから、船体構造に大きな影響を与える変更ができなかったための措置と考えられる。このため、電気推進を導入するメリットが必ずしも生かされなかったとも考えられている。電気推進のみによる速力は最大15ノット程度と見積もられるが、これは第1世代DDの端緒にあたる52DDよりも更に低く、対潜戦を中心とするDDの部隊運用上、著しく不十分と指摘されている。
主機は、いずも型（22/24DDH）で採用されたゼネラル・エレクトリック LM2500IEC ガスタービンエンジンを搭載。電源としては、IM400ガスタービンエンジンを原動機とする発電機（2.8 MW）2基と、S12Uディーゼルエンジンを原動機とする発電機（1.8 MW）1基が搭載されている。基本的にはガスタービン発電機が推進負荷に、ディーゼル発電機が艦内負荷に対応するが、電気系統上では給電は分離されておらず、双方がいずれにも給電可能な統合給電方式となっている。

## 装備
多くの点で19DDのものが踏襲されているが、僚艦防空能力を省く一方でバイスタティックソナーを搭載し、対潜戦能力を強化している。

### C4I
戦術情報処理装置としてはOYQ-13を搭載する。19DDのOYQ-11ではアメリカ製のAN/UYQ-70ワークステーションを使用していたのに対し、OYQ-13では、22DDHのOYQ-12と同様、国産のCOTS計算機であるOYX-1情報処理サブシステムを採用。これは情報処理用の計算機、コンソール、大画面表示装置等から構成されている。また本型では、OYQ-13に加えて、OQQ-24やOPY-1、NOLQ-3D-2などのマンマシンインタフェースにもOYX-1を採用することで、操作の標準化が進んでいる。
指揮通信端末としては、19DDでは海上作戦部隊指揮管制支援システム（MOFシステム）のためのOYQ-51洋上ターミナル（MTA）が搭載されていたのに対し、平成26年度末でMOFシステムが海上自衛隊指揮統制・共通基盤システム（MARSシステム）にアップグレードされたのに合わせて、本型ではOYQ-51 MMT（mobile MARS terminal）に更新された。また衛星通信のため、XバンドとKバンドのNORA-1C-Y1、KuバンドのNORQ-1が搭載している。

### 対空戦
OPY-1多機能レーダーを搭載する。これは19DDで搭載されたFCS-3Aを基本としつつ、僚艦防空（LAD）能力を省く一方、「かが」（24DDH）のOPS-50Aで導入されたブロック化空中線や電源装置等の整備性・抗堪性の強化は踏襲し、更にマンマシンインタフェースなどの情報処理装置としてOYX-1の採用を図った発展型である。またレーダー信号処理装置についても、最新のCOTS計算機が採用されており、信号処理能力・抗堪性の向上とともに、将来拡張余地も確保された。
なお、FCS-3では、ミサイル誘導用のイルミネーターとして、タレス・ネーデルラント社のAPARの一部をICWI（Interrupted Continuous Wave Illuminator）として導入してきた。本型の計画段階では、これに代わり、国産開発の連続波イルミネーターを搭載することも検討されたが、結局、APARが搭載された。また僚艦防空（LAD）能力の削除に伴って、レーダー覆域はひゅうが型（16DDH）のFCS-3と同程度に差し戻されているが、今後長射程の誘導弾の管制などが必要になった場合、必要であればレーダー覆域を拡大する改修も可能とされている。
対空兵器は、おおむね19DDと同様の構成である。ESSM 艦対空ミサイルは、艦首甲板の32セルのMk.41 VLSに収容して搭載される。近接防空用としては、ファランクス20mmCIWSを搭載。搭載要領は19DDと同様だが、レーダー・アンテナの設置要領の変更に伴い、艦尾側での射界が改善した。

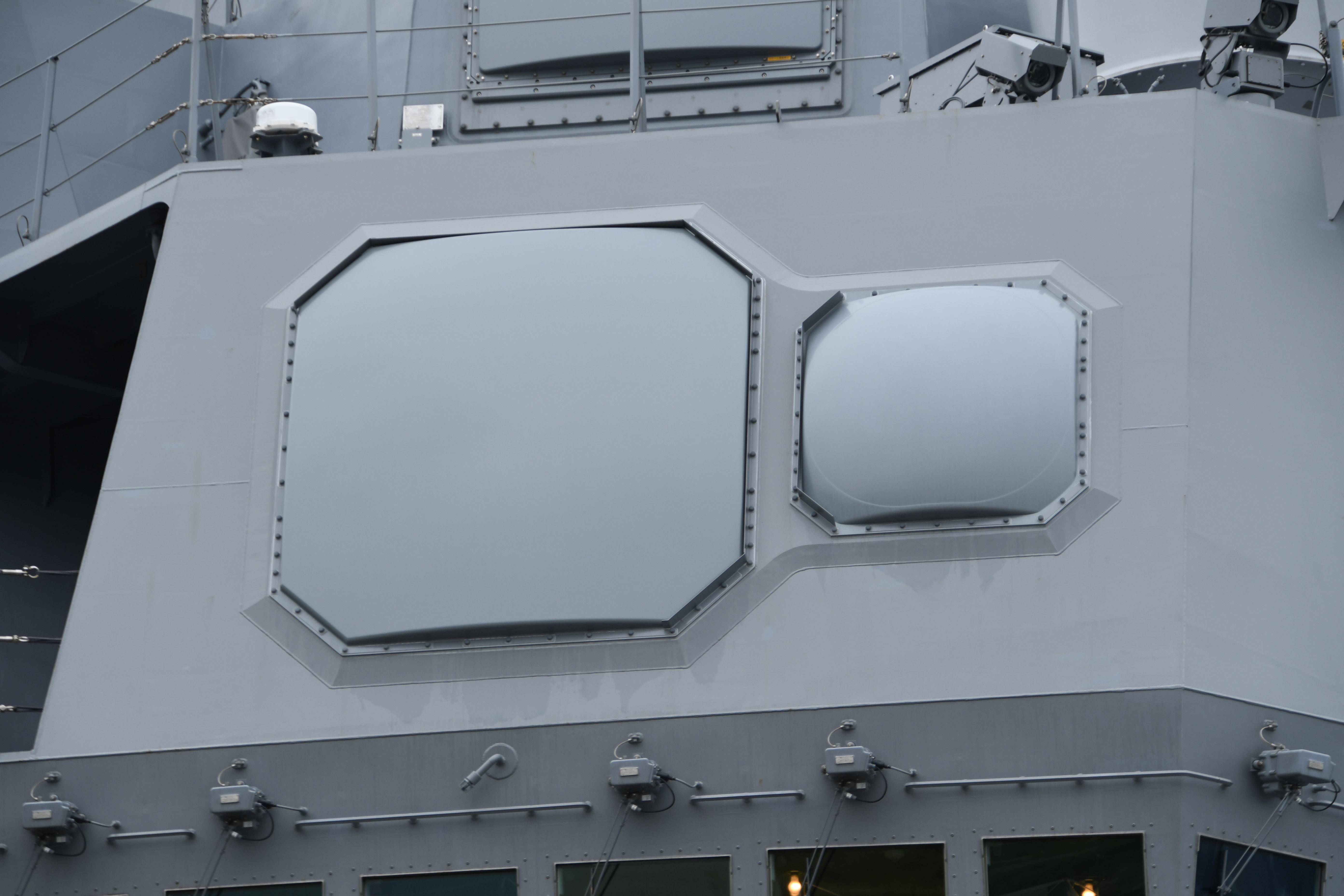
OPY-1
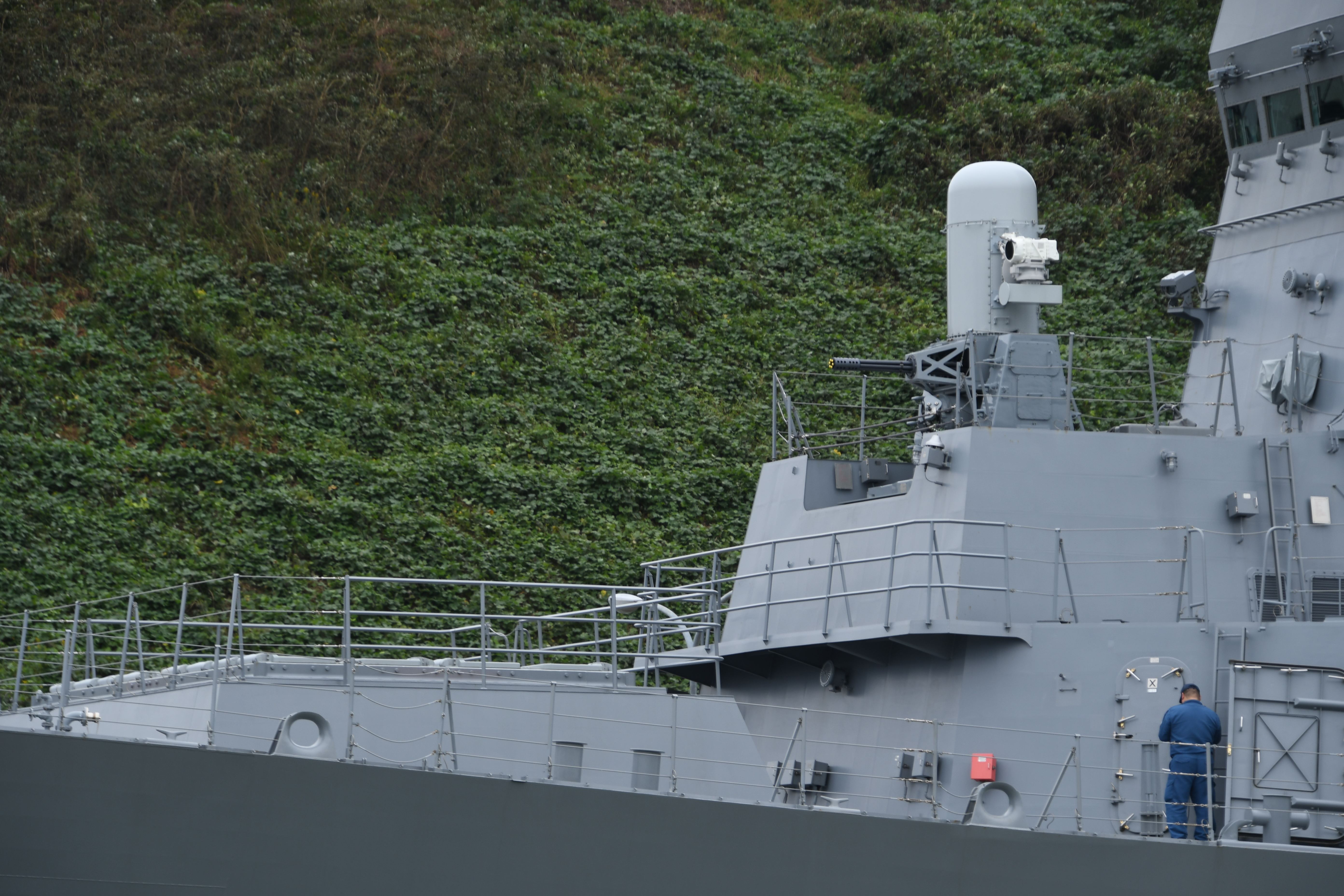
Mk.41VLS及び高性能20mm機関砲

### 対潜戦
ソナーシステムは、19DDではOQQ-22が搭載されていたのに対し、本型ではOQQ-24にアップグレードされた。電子計算機とコンソールを上記のOYX-1に、また曳航ソナー（TASS）をOQR-4に更新するとともに、バイスタティック・オペレーションに対応した。これは、バウ・ドームに収容されたハル・ソナーから発信した音に対する目標からの反響音をTASSで受信することで、ターゲット・ストレングスや放射雑音の低減を図った新しい潜水艦に対抗するものである。
そして本システムでは、大容量通信に対応したORQ-2B洋上無線ルーターの搭載・連接により、マルチスタティック・オペレーションにも対応した。これはバイスタティック・オペレーションを更に推し進めて、僚艦のハル・ソナーからの発信音に対する目標からの反響音を自艦で受信・処理するものである。2018年現在ではひゅうが型2隻が既にこのマルチスタティック・オペレーションに対応し、19DDの対応改修も進められている。
対潜兵器はあきづき型2番艦（20DD）以降と同様で、07式垂直発射魚雷投射ロケットを前部上甲板のVLS内に、324mm 3連装短魚雷発射管（水上発射管HOS-303）を両舷各1基装備する。短魚雷発射管は船体区画内に配置されており、普段はRCS低減のためのスクリーンに覆われているが、使用時には機力により30秒程度でスクリーンを開放できる。また魚雷防御システムも踏襲されており、投射型静止式ジャマー（FAJ）、自走式デコイ（MOD）を搭載する。なおハル・ソナーには、機雷等の小型障害物回避のためのアボイダンス・ソナーとしての機能が付与されている。

### 対水上戦
本型では、2番艦より新型のOPS-48潜望鏡監視レーダーを搭載し、1番艦にもバックフィットされている。これはP-1哨戒機のHPS-106をもとに艦載化したもので、Xバンドのアクティブ・フェーズド・アレイ（AESA）式の固定アンテナを4面使用する。その名の通り、単なる対水上捜索レーダーではなく、潜望鏡を即座に探知・類別できるシステムとされており、敵潜水艦の潜望鏡の露頂を抑制することで、魚雷攻撃の精度を低下させることも期待されている。
艦砲・対艦兵器は19DDと同様で、艦首甲板には62口径5インチ砲（Mk.45 mod.4 5インチ砲）が搭載されて、OPY-1により管制される。また艦対艦ミサイルとしては、第2世代DDの標準であった90式艦対艦誘導弾（SSM-1B）が採用されており、4連装発射筒2基に収容されて搭載される。発射管制用の艦上装置として、艦対艦ミサイル艦上装置2型（SSMS-2B）が搭載されている。
本型の2番艦に装備される機関銃架（必要に応じ12.7mm重機関銃M2等を据え付け使用する）は、従来の護衛艦（本型の1番艦を含む）が装備してきた人力操作の銃架に替わり、日本製鋼所が開発した国産RWS（リモートウェポンステーション）の「水上艦艇用機関銃架（遠隔操作型）」が2基搭載される。これはもがみ型護衛艦（30FFM）への搭載が予定されているものと同一で、官給品である機関銃本体を除いた調達価格は1基あたり2,160万円である。1番艦に後日換装が行われるかどうかは不明。

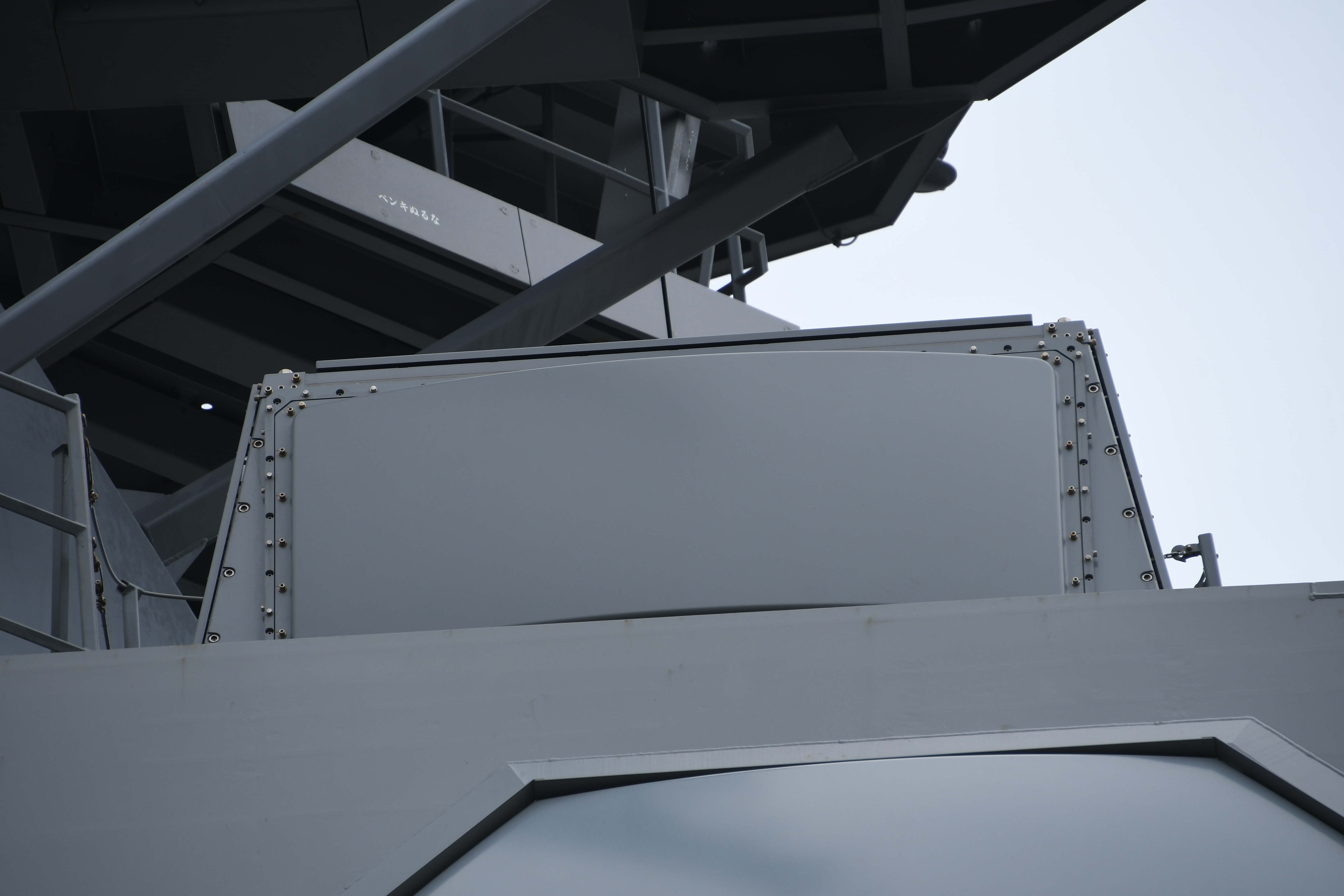
OPS-48
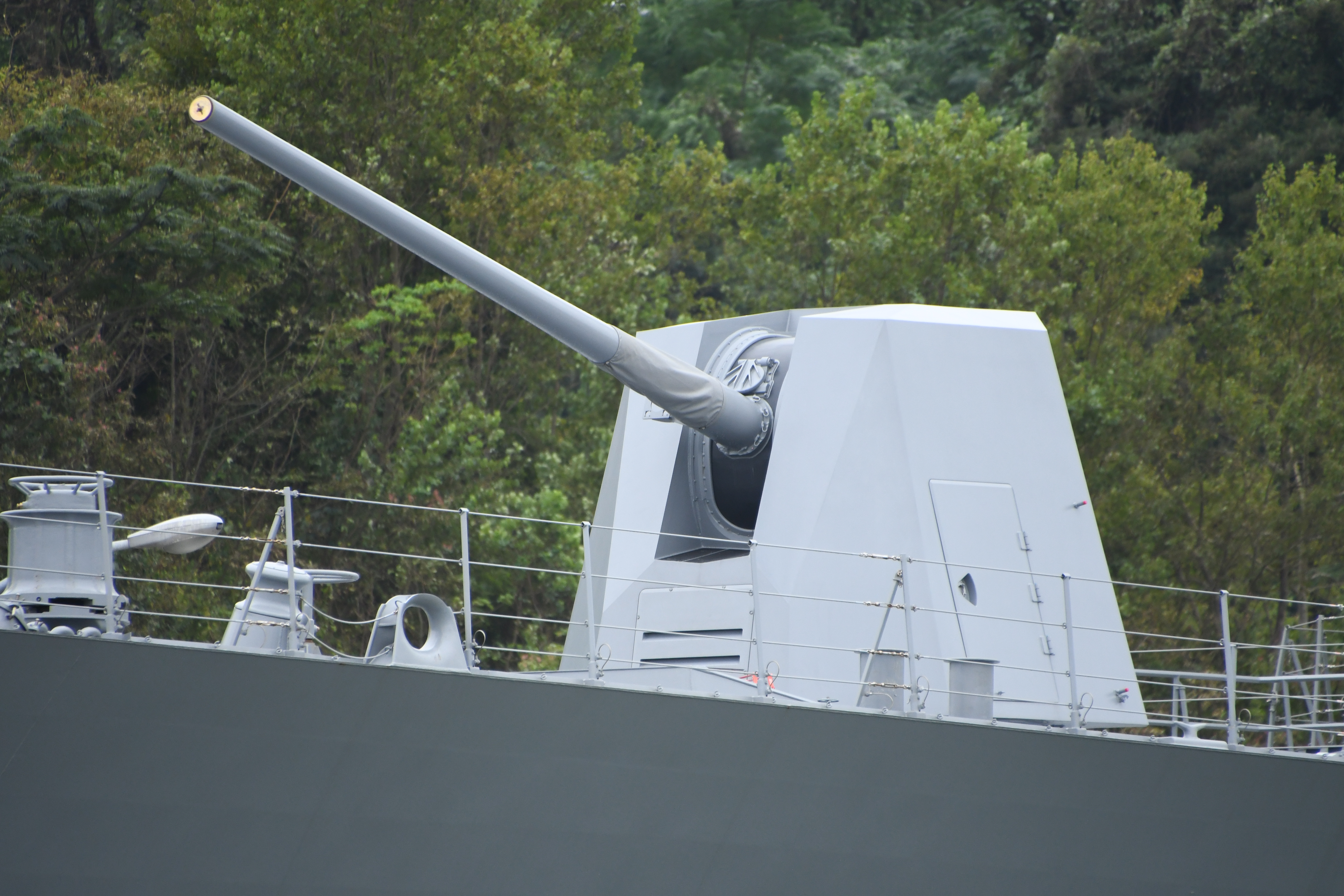
62口径5インチ単装砲
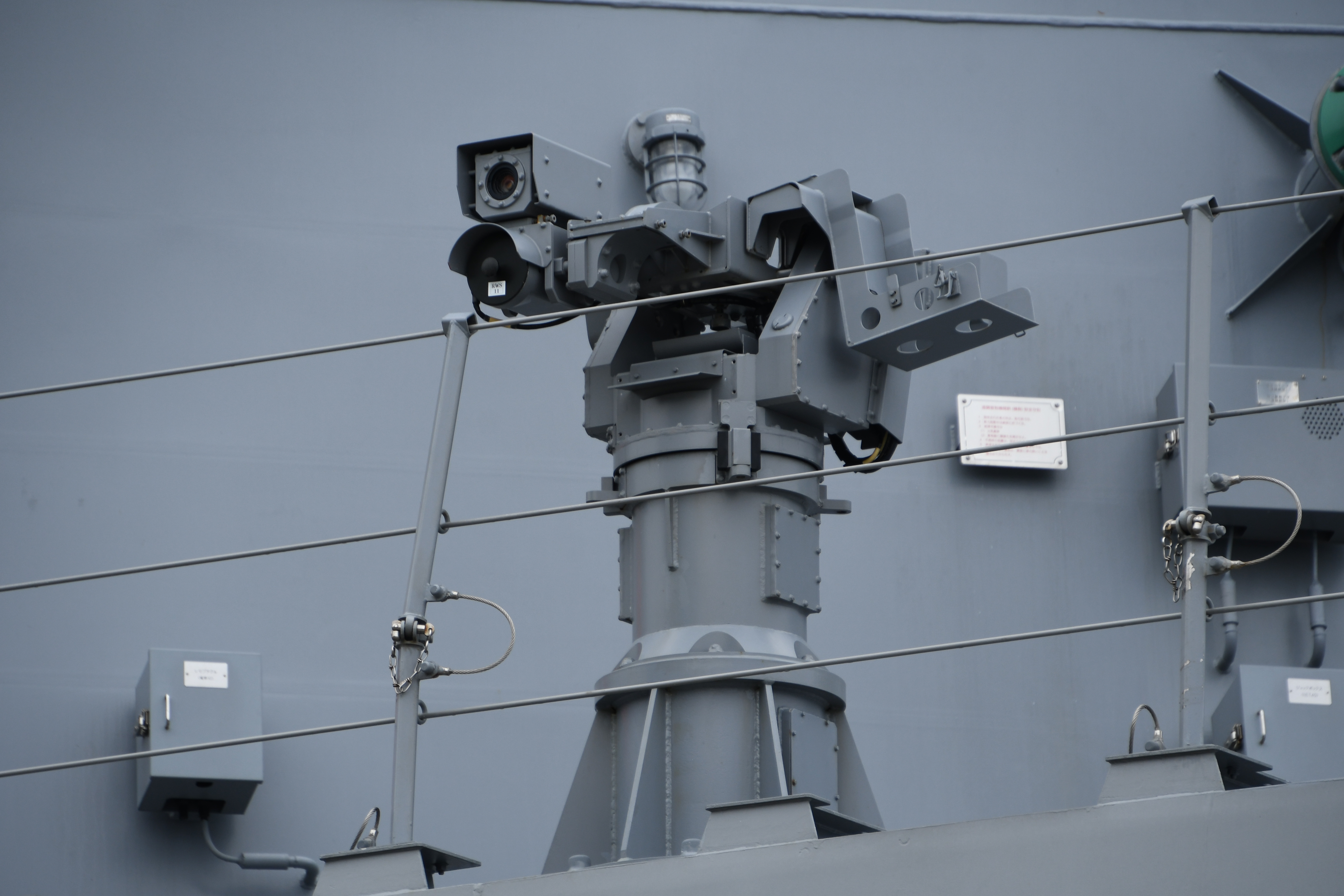
水上艦艇用機関銃架（遠隔操作型）

### 電子戦

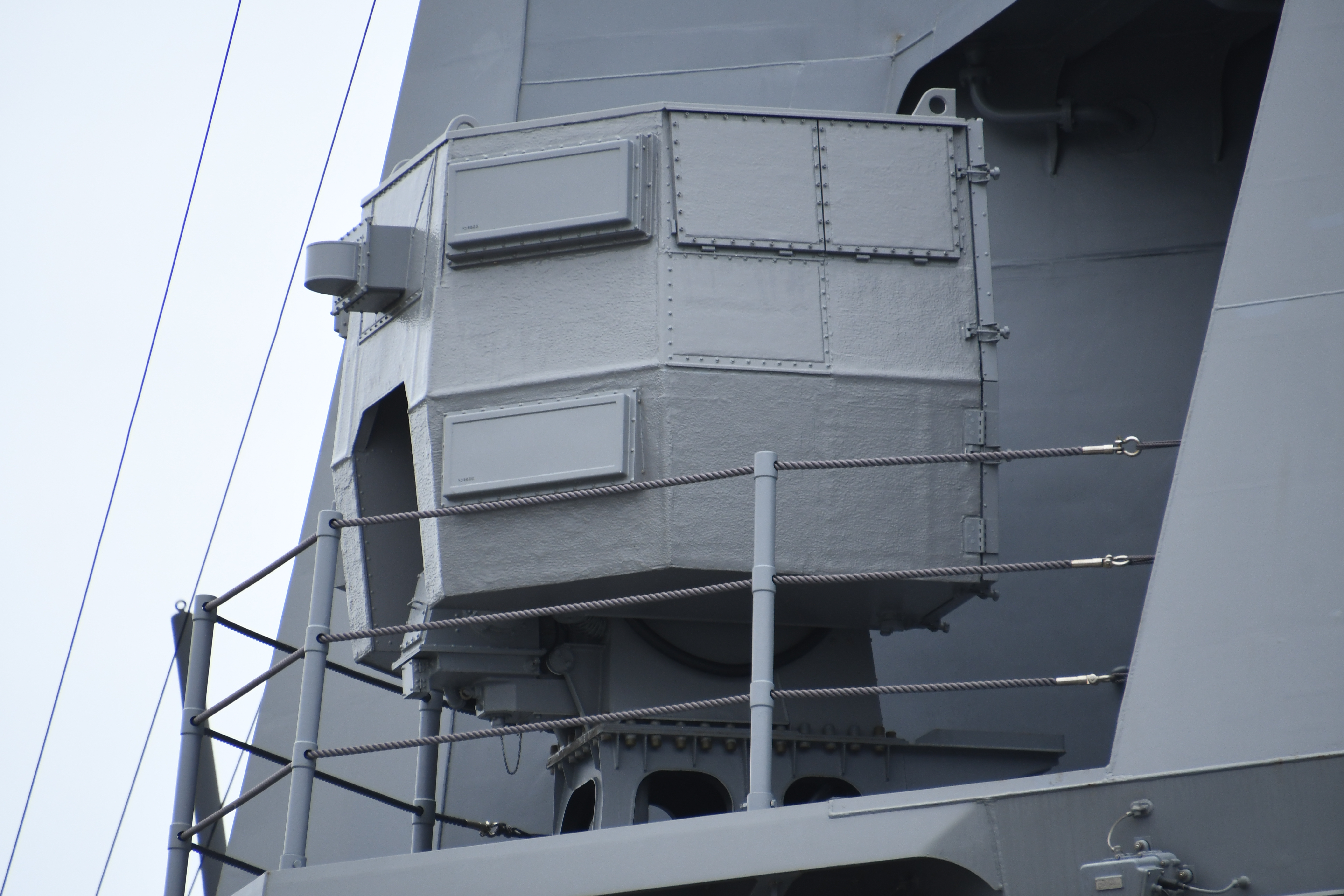
NOLQ-3D-2（電波妨害部分）

電子戦装置として、第2世代DDで標準装備となっているNOLQ-3電波探知妨害装置シリーズの最新バージョンであるNOLQ-3D-2を搭載した。これは19DDで装備化されたNOLQ-3Dを基本として、22DDHのNOLQ-3D-1で実施された方探性能の向上を踏襲しつつ、妨害手法の追加やデジタル無線周波数メモリ (DRFM) の機能性能の向上、ECMアンテナのRCS低減などの改正が施されている。またOPY-1やOQQ-24などと同様、電子計算機とコンソールを上記のOYX-1に更新している。
なお、デコイ発射機としては、従来通りのMk.137 6連装発射機×4基を用いたMk.36 mod.6が搭載されている。

### 航空機
通常の艦載ヘリコプターは、従来どおりSH-60K 哨戒ヘリコプター1機とされている。
格納庫は19DDと同じ広さが確保されており、必要であれば2機収容できるが、同型では機体の拘束・移送装置（RSD）が2基、移送レールも2条設置されていたのに対し、本型では1基・1条の設置となっており、2機目については格納庫とヘリコプター甲板の間の移動を手動で行わなければならない。

## 比較表
|          |            | あさひ型                                           | あきづき型                                         | たかなみ型                                         | むらさめ型                                        | あさぎり型                                        | はつゆき型                                        |
| -------- | ---------- | -------------------------------------------------- | -------------------------------------------------- | -------------------------------------------------- | ------------------------------------------------- | ------------------------------------------------- | ------------------------------------------------- |
| 世代     | 世代       | 第2世代                                            | 第2世代                                            | 第2世代                                            | 第2世代                                           | 第1世代                                           | 第1世代                                           |
| 船体     | 基準排水量 | 5,100 t                                            | 5,050 t                                            | 4,650 t                                            | 4,550 t                                           | 3,500 t                                           | 2,950 t                                           |
| 船体     | 満載排水量 | 6,800 t                                            | 6,800 t                                            | 6,300 t                                            | 6,100 t                                           | 4,900 t                                           | 4,000 t                                           |
| 船体     | 全長       | 151 m                                              | 150.5 m                                            | 151 m                                              | 151 m                                             | 137 m                                             | 130 m                                             |
| 船体     | 全幅       | 18.3 m                                             | 18.3 m                                             | 17.4 m                                             | 17.4 m                                            | 14.6 m                                            | 13.6 m                                            |
| 機関     | 方式       | COGLAG                                             | COGAG                                              | COGAG                                              | COGAG                                             | COGAG                                             | COGOG                                             |
| 機関     | 出力       | 62,500 ps                                          | 64,000 ps                                          | 60,000 ps                                          | 60,000 ps                                         | 54,000 ps                                         | 45,000 ps                                         |
| 機関     | 速力       | 30 kt                                              | 30 kt                                              | 30 kt                                              | 30 kt                                             | 30 kt                                             | 30 kt                                             |
| 兵装     | 砲熕       | 62口径5インチ砲×1基                                | 62口径5インチ砲×1基                                | 54口径127mm砲×1基                                  | 62口径76mm砲×1基                                  | 62口径76mm砲×1基                                  | 62口径76mm砲×1基                                  |
| 兵装     | 砲熕       | 高性能20mm機関砲×2基                               |                                                    |                                                    |                                                   |                                                   |                                                   |
| 兵装     | ミサイル   | Mk.41 VLS×32セル (ESSM / シースパロー, 07式 / VLA) | Mk.41 VLS×32セル (ESSM / シースパロー, 07式 / VLA) | Mk.41 VLS×32セル (ESSM / シースパロー, 07式 / VLA) | Mk.48 VLS×16セル (ESSM)                           | GMLS-3 / Mk.29 8連装発射機×1基 (シースパロー)     | GMLS-3 / Mk.29 8連装発射機×1基 (シースパロー)     |
| 兵装     | ミサイル   | Mk.41 VLS×32セル (ESSM / シースパロー, 07式 / VLA) | Mk.41 VLS×32セル (ESSM / シースパロー, 07式 / VLA) | Mk.41 VLS×32セル (ESSM / シースパロー, 07式 / VLA) | Mk.41 VLS×16セル (VLA)                            | 74式8連装発射機×1基 (アスロック)                  | 74式8連装発射機×1基 (アスロック)                  |
| 兵装     | ミサイル   | 90式4連装発射筒×2基                                | 90式4連装発射筒×2基                                | 90式4連装発射筒×2基                                | 90式4連装発射筒×2基                               | ハープーン4連装発射筒×2基                         | ハープーン4連装発射筒×2基                         |
| 兵装     | 水雷       | 3連装短魚雷発射管×2基 (12式 / 97式 / Mk46 / 73式)  | 3連装短魚雷発射管×2基 (12式 / 97式 / Mk46 / 73式)  | 3連装短魚雷発射管×2基 (12式 / 97式 / Mk46 / 73式)  | 3連装短魚雷発射管×2基 (12式 / 97式 / Mk46 / 73式) | 3連装短魚雷発射管×2基 (12式 / 97式 / Mk46 / 73式) | 3連装短魚雷発射管×2基 (12式 / 97式 / Mk46 / 73式) |
| 艦載機   | 艦載機     | SH-60K×1機                                         | SH-60J / K×1機                                     | SH-60J / K×1機                                     | SH-60J / K×1機                                    | SH-60J / K / HSS-2B×1機                           | SH-60J / HSS-2B×1機                               |
| 同型艦数 | 同型艦数   | 2隻                                                | 4隻                                                | 5隻                                                | 9隻                                               | 8隻                                               | 12隻（退役）                                      |

## 同型艦
平成25年度予算で1番艦の建造費701億円、また平成26年度予算で2番艦の建造費729億円が計上された。本型で汎用護衛艦（DD）の整備は一旦完了し、2023年からの防衛力整備計画ではDD整備に言及されていないが、レールガンや新型艦対空ミサイルを搭載する「13DDX」が計画されている。
| 艦番号 | 艦名     | 建造                  | 起工                        | 進水                         | 竣工                        | 所属                                |
| ------ | -------- | --------------------- | --------------------------- | ---------------------------- | --------------------------- | ----------------------------------- |
| DD-119 | あさひ   | 三菱重工業 長崎造船所 | 2015年 （平成27年） 8月4日  | 2016年 （平成28年） 10月19日 | 2018年 （平成30年） 3月7日  | 第2護衛隊群第2護衛隊 （佐世保基地） |
| DD-120 | しらぬい | 三菱重工業 長崎造船所 | 2016年 （平成28年） 5月20日 | 2017年 （平成29年） 10月12日 | 2019年 （平成31年） 2月27日 | 第3護衛隊群第7護衛隊 （大湊基地）   |

## 登場作品

### アニメ
『ゴジラ S.P ＜シンギュラポイント＞』
第6話に「あさひ」が登場。こんごう型護衛艦「きりしま」およびあきづき型護衛艦「あきづき」とともに浦賀水道へと災害派遣され、東京湾内を目指すマンダの群れに艦砲射撃を加え7体以上を撃破。その際に、マンダを追うゴジラアクアティリスと遭遇している。
『ソードアート・オンライン アリシゼーション』
第17話に「あさひ」が登場。伊豆諸島沖の大型海洋研究母船「オーシャン・タートル」の近辺を航行する。
原作では架空の護衛艦「ながと」であったが、アニメ化に際して資料などの関係で「あさひ」が登場することになった。

### 漫画
『怪獣自衛隊』
架空艦の「くれづき」と「あけづき」が登場。
『空母いぶき GREAT GAME』
「しらぬい」が登場。秋津が次期「いぶき」艦長と推している蕪木薫二佐が艦長として勤めている。
連載開始時点では海洋調査のために北極海に派遣されていた。その最中にアルゼンチン国籍の海洋調査船「ディオサ」号より謎の魚雷群の襲撃に遭ったとの救命信号を受信し救助行動に向かう。